# Să zâmbească toți copii
Să zâmbească toți copii este un film românesc din 1957 regizat de Marta Meszaros.